# سينما لبنانية
تعتبر السينما في لبنان من قبل العديد من المؤرخين، واحدة من أقدم الصناعات السينمائية في العالم العربي، إلى جانب مصر، ويمكن وصفها بأنها سينما وطنية. وجدت السينما في لبنان منذ العشرينات، وأنتجت أكثر من 500 فيلما في لبنان.

## تاريخ السينما اللبنانية
كانت بداية السينما اللبنانية قائمة بجهود فردية وذلك عام 1930 إلا ان هذة المحاولات اتسمت غالبيتها بالفشل
كان معظم المنتجين في لبنان هم من جنسيات أجنبية.
خمد الأنتاج السينمائي اللبناني وذلك بسبب الحرب العالمية الثانية حتى فترة 1952
في عام 1952 عادت السينما اللبنانية تستنشق الهواء وذلك بإنشاء استديوهين للسينما انتج منه فيلم عذاب الضمير وقلبان وجسد
لاقى الفيلمان نجاحاً متواضعاً
في عام 1957 اُنتج فيلم إلى أين وعرض هذا الفيلم في مهرجان كان السينمائي واُعجب فيه النقاد في ذلك الوقت.
حل عام 1964 وحل معه الخير حيث أسست الحكومة اللبنانية المركز الوطني للسينما وبدأت جهود اللبنانيين تزدهر يوماً بعد يوم
عرفت بيروت السينما الصامتة ثم السينما المتحركة. وأنشئت فيها صالات فخمة تميزت بهندستها وأثاثها وتجهيزاتها، ضمّت الصالات قسماً خاصاً للتدخين وتناول المرطبات في فترة الاستراحة. وقسّمت إلى درجات: أولى وثانية وثالثة، أو إلى صالة أرضية وبلكون يضم بعض المقصورات.
وعرفت بيروت الصالات الصيفيّة المكشوفة التي لا سقف لها، مثل صالة أولمبيا وصالة ألفونس في محلة الزيتونة بباحة مربع الليدو. كما أن قبة صالة التياترو الكبير، كانت تفتح صيفاً لتبريد القاعة وتهويتها، قبل أن يُعرف التبريد المركزي.
اعتاد باعة المرطبات والشوكولا والنقولات على المرور أثناء الاستراحة في ممرات الصالة بين الجمهور، معلنين عن بضاعتهم، كما كان يمر بين الحين والآخر، قبل العرض، أولاد يحملون كتيبات تشرح موضوع قصة الفيلم وينادون: حوادث الفيل، أغاني الفيلم....
تركَّزت معظم دور السينما في ساحة البرج وحواليها. وبنيت أكثرها محل الخانات القديمة، فخان النقاش تحول إلى سينما متروبول، وخان كنفاني والعريس أصبح سينما أمبير، وسينما روكسي كانت خان الشرتوني وصالة الدنيا محل خان محمود أحمد. وقد تغيّر اسم بعض الصالات عدة مرات، فسينما أولمبيا، التي كانت مكشوفة ومبنيّة من الخشب كصالة صيفية، أعيد بناؤها بالحجارة وسُميّت ماجستيك، ثم انتهت قبل الحرب باسم راديو سيتي. وسينما أوديون في ساحة البرج أخذت اسم الزهراء.
اشتهرت بعض الصالات بأنها سينما ومسرح في الوقت نفسه، كصالة الكريستال، وصالة التياترو الكبير، وصالة الأمبير، وقد عرضت فيها أفلام شهيرة ومثّلت مسرحيات مشهورة، في حين تحوَّلت صالة سينما شهرزاد إلى مسرح باسم المسرح الوطني أو مسرح شوشو.
عرضت صالات بيروت أشهر الأفلام العالمية الأجنبيّة والعربيّة، لكبار الممثلين والفنانين، بدءاً من أفلام رعاة البقر وقصص الحب والفروسيّة والحرب وأفلام طرزان وأفلام الرعب، مروراً بأفلام محمد عبد الوهاب ونادرة وبهيجة حافظ وعزيزة أمير، وانتهاءً بالأفلام الهنديّة.
كان عرض الفيلم يبدأ بالنشيد الوطني اللبناني، الأمر الذي كان يستدعي وقوف الجمهور احتراماً، اللهم إلا بعض الكسالى الذي كان يتلكأ بالوقوف أو يبقى جالساً، كما كانت إدارة الصالة تذكِّر الرواد من على الشاشة، بالقرار 392 القاضي بمنع التدخين.
اختلف سعر التذكرة بين درجة وأخرى، في حين حددت تعريفة خاصة للجنود والطلاب. وكانت تقام حفلتان أو ثلاث يومياً، وحفلة إضافية قبل ظهر يوم الأحد، وكان على الراغب بالحضور، خاصة للأفلام الضخمة، أن يحضر باكراً لتأمين تذكرة له، وإلا اضطر لشراء واحدة من السوق السوداء، أي من الذي اشترى عدداً كبيراً من التذاكر واحتفظ بها لهذه الغاية. وكانت بعض الصالات تمنح المتنفذين دفاتر سنوية لدخول الصالة مجاناً.
يعود تاريخ صناعة السينما في لبنان إلى عام 1930، والأفلام المنتجة في هذه الفترة تعتبر محاولات فردية لم يحالفها النجاح، وبدأ الإنتاج السينمائي اللبناني يرسخ في عام 1952. ويمكن تقسيم تاريخ السينما في لبنان إلى مرحلتين: الأولى بدأت عام 1929، وانتهت عام 1952، والمرحلة الثانية بدأت عام 1952 إلى أحداث عام 1975.
وأول فيلم لبناني كان كوميدياً قام بإنتاجه أحد الهواة الإيطاليين عام 1929، وكان الفيلم صامتاً، وأنشئ أول أستوديو في لبنان عام 1933، وأُنتج فيه أول فيلم لبناني ناطق، واقتصر نشاط هذا الأستوديو بعد ذلك على إنتاج الأفلام الإخبارية، والأفلام التسجيلية. وكان معظم العاملين في صناعة السينما في ذلك الوقت من الفنيين الأجانب، وتوقف نشاط هذا الأستوديو عام 1938، وتوقف معه النشاط السينمائي خلال الحرب العالمية الثانية وحتى عام 1952.
استأنفت السينما نشاطها في لبنان عام 1952، بإنشاء استوديوهين للسينما، وقد أنتج أحدهما فيلم «عذاب الضمير» ناطقاً باللغة العربية الفصحى، فلم يُقْبِل عليه الجمهور، ذلك أن اللغة الفصحى لا تتقبلها الجماهير بسهولة، وهذا هو الفارق بين السينما والمسرح، فالفصحى في المسرح مقبولة بل مرغوبة، أما السينما فلأنها وسيلة اتصال جماهيرية نجد أن اللغة العامية تناسبها أكثر. وكان الفيلم الثاني «قلبان وجسد» أوفر حظاً من سابقه، فقد حقق أرباحاً طيبة ووزع في البلاد العربية، والبرازيل، وأستراليا حيث توجد جاليات عربية.
ولفت فيلم «إلى أين»، الذي أنتج في عام 1957، أنظار النقاد في أوروبا عندما عرض في مهرجان كان، فقد حكى الفيلم قصة عائلة فلاح لبناني هاجر إلى أمريكا، وعاد إلى الوطن فقيراً معدماً كما كان. ونتيجة للنجاح الذي أحرزه هذا الفيلم اللبناني فقد تضاعفت رؤوس الأموال المستثمرة في صناعة السينما، وأنشئت استوديوهات جديدة زوِّدت بأحدث معدات التصوير، والإضاءة، والتحميض، والطبع.
وحتى عام 1960، كان العاملون في السينما اللبنانية من هؤلاء الذين تعلموا الصناعة عن طريق المحاولة والخطأ، أما بعد تلك السنة فقد أصبحت صناعة السينما في هذا البلد في أيدي مجموعة من الشباب اللبناني الذي درس فن الإخراج في المعاهد المتخصصة في أوروبا وأمريكا. ومما يؤخذ على الفيلم اللبناني المعاصر اهتمامه الشديد بالقصة التي تُسلي، وتُلهي، ولا تثقف، ومع ذلك فقد عرضت بعض الأفلام الهادفة التي من شأنها توعية الجماهير بواقعها وحثها على رفض هذا الواقع، والعمل بجدٍ ونشاطٍ من أجل التخلص من الحالة التي تعيشها.
وفي عام 1964، أسست الحكومة اللبنانية المركز الوطني للسينما، ومهمته جمع الوثائق والمعلومات عن النواحي القانونية، والمالية، والتقنية، والسياسية لهذه الوسيلة الإعلامية، وتقديم المقترحات من أجل تحسين هذه الصناعة وتنميتها. وأنشئ في هذا المركز، في الحقبة الواقعة بين أواخر الستينيات وبداية الحرب الأهلية في أبريل 1975، عدد كبير من الاستوديوهات، وشركات التوزيع. وركزت الاستوديوهات على إنتاج برامج التليفزيون، وأفلام الدعاية والإعلام، وأصبح لبنان في هذا الحقل في مقدمة الدول العربية.
ازدهر بناء الصالات بنتيجة ازدهار صناعة السينما وتطورها. وكان أصحاب الدور يسارعون إلى استقدام أحدث الآلات والمعدات، كالسينما سكوب ذات الشاشة الواسعة والصوت الستيريو، والسينراما التي كانت توجب وضع نظارات خاصة.
من أولى دور بيروت، كانت سينما الديك، التي حلّت محلها فيما بعد صالة الباريزيانا شرقي ساحة البرج، وصالة رويال الملاصقة لمبنى مقهى كوكب الشرق، وقد أصبحت بعد ذلك مقهى لاروندا. وكانت تعرض الأفلام الصامتة يمثلها ثلاثة أبطال هم توم ميكس وتوم تيلر ووليم دزموند. وكانت الترجمة تتم بالكتابة على طرف الشاشة مثل: البطل يقبل خطيبته، والبطل يطارد الحرامي، وأطلق عليه النار وأصابه، وهي مشاهد كانت واضحة لا تحتاج لتفسير. وقد تميّز الأبطال المذكورون بقبعاتهم العريضة المزخرفة بالخيوط البيضاء، وبسروج خيولهم المزينة وقراب مسدساتهم الجلدية.
ثم استعملت إلى جانب بكرة الفيلم، بكرة الصوت، ولكن غالباً ما كانت هذه الأخيرة غير متوافقة مع الصورة التي تظهر في الأولى، الأمر الذي كان يثير الرواد. وكثيراً ما كانت الصالة تشهد بعض الرواد الذين ينفعلون بحوادث الفيلم، فيهتفون للبطل ويشتمون السارق ويلعنون القاتل، وينهرون غيرهم من الذين يتكلمون في الصالة.
اختصت بعض الدور بأفلام معينة. فقد كان لصالة الكريستال امتياز عرض أفلام حياة وآلام السيد المسيح، في فترة عيد الفصح، وكان الوكيل الحصري الحاج إبراهيم الملا يحرص في الإعلان عن الفيلم أنه (ناطق باللغة العربيّة وبمباركة خاصة من البابا). كما حرصت بعض الدور على استضافة أبطال الفيلم ترغيباً للجمهور.
يُذكر أن صاحبي صالة سينما أمبير، نقولا قطان وجورج حداد، كانا أول من استقدم سنة 1930م آلتين من شركة وسترن الكتريك للسينما المتكلمة والسينما المصورة. ودعيا الصحافيين والوجهاء لحضور الفيلم وسماع موسيقاه التي ترسل نغماتها من شاشة الصالة ومشاهدة فتيات مدرسة يرقصن وسماع أصواتهن. وكان الجميل في الاختراع المذكور رؤية الحركة وسماع الصوت في وقت واحد فلا تقاطع بينهما، وكان أول فيلم عرضته الأمبير بهذه الطريقة فيلم أنشودة باريس للمثل الفرنسي موريس شفاليه، وقد رفعت إدارة الصالة أسعار التذاكر لهذا الفيلم عما سبقها.
وكان السادة تقلا وحداد وشركاهم قد أنشأوا صالة الأمبير سنة 1927م وبالغوا في اتقانها، فأحضروا المعدات والمقاعد واللوجات من أوروبا. وعرضوا المناظر السينماتوغرافية، وأول ما عرض منها رواية (في ظل العرش). ورواية هزلية مضحكة (هارولد لويد في شارع برودواي)، وتراجيدية (لذة الغرام) لماري كريستيانس، و (الليل لنا).
وعرفت بيروت شارلي شابلن في أولى عروضه ومنها فيلم (كيد) الشهير مع جاكي كوغان، والذي أحرز شهرة واسعة في عالم التمثيل وعذّ من أبدع الروايات. وقد عرض سنة 1929م في صالة تباريس، وكان العامة في بيروت يلفظون شابلن (شار شبلي)
وفي الأربعينات، عرفت دور السينما أفلام العنف والرعب والخرافات، مثل دكتور جيكل ومستر هايد، وفرنكشتين لبوريس كارلوف، وكنغ كونغ، وسكارفايس من بطولة هوارد هوكس، إضافة إلى أفلام طرزان وبطله جوني ويسملر، بطل السباحة الأولمبي، وتراس بولبا، الجبار القوقازي تمثيل هاري بور، كما عرضت الروائع كالبؤساء لفيكتور هيغو، وذهب مع الريح لكلارك غيبل، والرز المر لسلفانا مانغانو، وكازابلانكا لشارل بواييه، ولحن السعادة لجولي أندروز.
وفيلم كنغ كونغ من تمثيل فاي راي، عرضته صالة الروكسي سنة 1933م وتحدثت عنه بيروت بأكملها، لما فيه من غرابة وروعة، وشهدت ازدحاماً كبيراً.
وكان إقبال البيروتيين على أفلام آسيا داغر، كفيلم غادة الصحراء الذي عرض عام 1929م في التياترو الكبير، وفيلم (وخز الضمير) الذي عرض سنة 1932م في صالة سينما رويال، وفيلم (عيون ساحرة) الذي عرض سنة 1933م في الرويال أيضاً.
وآسيا داغر ابنة تنورين، سافرت إلى مصر في الثلاثينات من القرن الماضي وانصرفت للتمثيل، ثم تبعتها ابنة شقيقتها ماري كويني. وقدمتا الكثير من الجهد والمال في سبيل تقدّم السينما العربيّة.
يذكر أن ماري كويني كانت تشبه خالتها شبهاً كبيراً. حدث أن كانت يوماً في إحدى دور السينما مع عائلتها، وكان في لوج مجاور لها بعض السيدات اللواتي أطلن النظر إليها. ودار بينهم أثناء الاستراحة حوار هامس سمعت ماري كويني بعضه، فقد راهن بعضهن البعض على أنها آسيا، ثم مالت إحداهن على ماري كويني وقال لها: مش حضرتك الست آسيا؟
ولم تشأ ماري أن تفقد إحداهن الرهان، فابتسمت وقالت: أنا آسيا الصغرى.
وثمة محطات لا تنسى من ذاكرة المدينة، منها عرض فيلم (أنشودة الفؤاد) وهو من تمثيل بطلين من أصل لبناني هما جورج أبيض ونادرة (وهي من عائلة شتيوي البيروتية) في نيسان سنة 1932م في صالة التياترو الكبير التي أنشأها جورج ثابت، كان الفيلم صامتاً تذاع أغانيه بواسطة ميكرفون. وقد لقي إقبالاً كبيراً لما وجد فيه البيروتيون من الجمال والحنان المؤثر والغناء من نادرة بصوتها العذب الشجي، وقد أمَّ الصالة خمسة عشر ألف نسمة في الأسبوع الأول لعرضه، مما دفع إدارة الصالة إلى تمديد عرضه لأسابيع.
وقد سُمّيت نادرة أميرة الطرب، ومثلت بعده فيلم (أنشودة الراديو) مع الملحن محمد القصبجي وفيلم (شبح الماضي) مع بدلا لاما، ويذكر أن أغاني هذا الفيلم الأخير كانت من نظم الأديب عباس محمود العقاد، ولنادرة أغنيات أخرى اشتهرت مثل طقطوقة (راضي بصدك وجمالك)،
أما فيلم (الوردة البيضاء) فكان أول فيلم غنائي لمحمد عبد الوهاب وسميرة خلوصي ومن إخراج محمد كريم، عرض سنة 1933م في التياترو الكبير، وأعيد عرضه في سينما رويال، وقد زحفت بيروت لمشاهدته، وباعت شركة بيضافون كومباني على أثره، ألوف الأسطوانات التي رسم في وسطها صورة وردة، وكانت تباع في محل دباغيان في شارع اللنبي.
لقد مرت السينما في لبنان، بين بدايات المقلدين، وبدايات المجددين المحدثين، بمراحل عديدة، فهناك بعد مرحلة المغامرين الهواة الأول: بيدوتي، أبو عبد... ألخ، مرحلة هامة تكاد تقتصر على اسم واحد وفيلمين : الاسم هو علي العريس، والفيلمان من إخراجه (بياعة التفاح) و (كوكب أميرة الصحراء)، أولهما حقق في العام 1943م والثاني بين عامي 1945و1946م... وهما إذا إحتسبنا كل الاعتبارات الممكنة، قد يكونان البداية الحقيقيّة لسينما الاحتراف في لبنان، فعلي العريس حين قرر خوض الإنتاج والتأليف والإخراج السينمائي، لم يكن آتياً من أماكن بعيدة عن السينما، كان آتياً من المسرح الدرامي والاستعراضي الذي تجلى لديه عبر (فرقة ناديا) التي كان مديرها ومخرجها في آن معاً، وعبر (مسرح فاروق) والحفلات المتنقلة بين فلسطين وسوريا ولبنان، وصولاً إلى مصر التي اكتشف فيها علي العريس أن بإمكانه، هو أيضاً، أن يصنع سينما شبيهة بالتي تصنع سينما دراميّة وغنائيّة من جهة، وسينما بدويّة مغامراتيّة من جهة ثانية. وبالتالي لم تتمكن سينما تلك القيم من ترسيخ مواقعها، فسقطت، بينما واصلت السينما المصريّة حضورها، وكان محمد سلمان وسينماه الساعية وراء جمهور المدينة في لبنان، والأسواق العربيّة، يحققان أولى انتصاراتهما.
أما خلال المرحلة التي امتدت طوال الخمسينات، يقفز إلى ساحة العمل السينمائي أسماء لمخرجين : جورج قاعي على رأسهم، من الناحية الكميّة، وجورج نصر متأخراً بعض الشيء من الناحية النوعيّة. وما يجمع بين المحاولات السينمائيّة التي حققها هؤلاء بما فيهم جوزف فهده وميشال هارون... ألخ، هو أنها أتت محاولات تحمل قيماً ريفيّة لبنانيّة وتتحدث باللهجة اللبنانيّة وتحاول بقليل من الموهبة والكثير من النوايا الطيبة أن تطرح بعض القضايا الاجتماعيّة من منظور أخلاقي (صراع الخير والشر حيث غالباً ما يتمثل الشر في امرأة أو عصابة، مقابل رجل أو جماعة مؤتلفة أو ريف).
خلال الستينات تحققت في لبنان أفلام بالعشرات، بل ووصل عدد الأفلام المنتجة في بعض السنوات إلى أكثر من عشرين فيلماً في السنة الواحدة، هنا صارت الطواقم العاملة محترفة، وصارت أشرطة الفيلم الخام تستورد بالجملة، وصار إستديو بعلبك والأستديو العصري ثم إستديو الشرق الأوسط (عواد) وهارون.... وما تبقى من ستديو الأرز....
ولا ننسى يوسف شاهين الذي لم يحل في لبنان إلا بدعوة من الأخوين رحباني لإنتاج (بياع الخواتم) سينمائيّاً... فكان هذا الفيلم خير ما أنتج في تاريخ السينما اللبنانيّة رغم كل ما قيل فيه، بل ربما كان الفيلم الوحيد الذي يمكن اعتباره فيلماً محليّاً من بين كل ما أنتج آنذاك.
درجت العادة أن تبدأ الحفلة بعرض المناظر الطبيعية وأفلام الرسوم المتحركة وهي فصول للتسلية، تليها أخبار مصورة، أو الجريدة Pathe ثم عرض الأفلام التي ستعرض في الأسبوع المقبل والأسابيع المقبلة ويليه استراحة قصيرة، ثم يبدأ عرض الفيلم.

## أشهر الأفلام اللبنانية
- بيروت يابيروت لمارون بغدادي.
- ويست بيروت لزياد الدويري.
- طيارة من ورق لرندة الشهال.
- كاراميل لنادين لبكي.
- دخان بلا نار لسمير حبشي.